# 普萊斯卡奇夫卡 (庫皮揚斯克區)
49°54′27″N 37°35′49″E / 49.90750°N 37.59694°E
普萊斯卡奇夫卡（烏克蘭語：Плескачівка）是位於烏克蘭東部的村莊，由哈爾科夫州庫皮揚斯克區的德沃里奇纳市镇負責管轄。該村始建於1700年，面積0.35平方公里，海拔高度182米，2001年人口23，人口密度每平方公里66.7人。